# 브라질의 지방

브라질의 지방
1번: 센트루오에스치 지방 (중서부 지방)
2번: 노르데스치 지방 (북동부 지방)
3번: 노르치 지방 (북부 지방)
4번: 수데스치 지방 (남동부 지방)
5번: 술 지방 (남부 지방)

브라질은 크게 다섯 개의 지방으로 나뉜다.

## 지방
| 이름        | 인구 (2009년 추산) | 면적        | 최대 도시  | 주의 수 |
| ----------- | ------------------ | ----------- | ---------- | ------- |
| 북부 지방   | 15,800,000명       | 3,853,327.2 | 마나우스   | 7       |
| 북동부 지방 | 53,500,000명       | 1,558,196   | 사우바도르 | 9       |
| 중서부 지방 | 13,600,000명       | 1,612,077.2 | 브라질리아 | 3 + DF  |
| 남동부 지방 | 80,700,000명       | 924,511.3   | 상파울루   | 4       |
| 남부 지방   | 27,300,000명       | 576,409.6   | 쿠리치바   | 3       |

## 같이 보기
- 브라질의 인구